# Torano Nuovo
Torano Nuovo è un comune italiano di 1 437 abitanti della provincia di Teramo in Abruzzo, facente parte della unione dei comuni Città Territorio-Val Vibrata.

## Geografia fisica
Il territorio di Torano Nuovo è situato nella Val Vibrata. A nord confina con Controguerra, ad est con Nereto, a sud con Sant'Omero e ad ovest con Ancarano e Sant'Egidio alla Vibrata.
Nella classificazione sismica della protezione civile è identificato come Zona 2, cioè zona a sismicità media, mentre nella classificazione climatica è contrassegnato come Zona D

## Storia

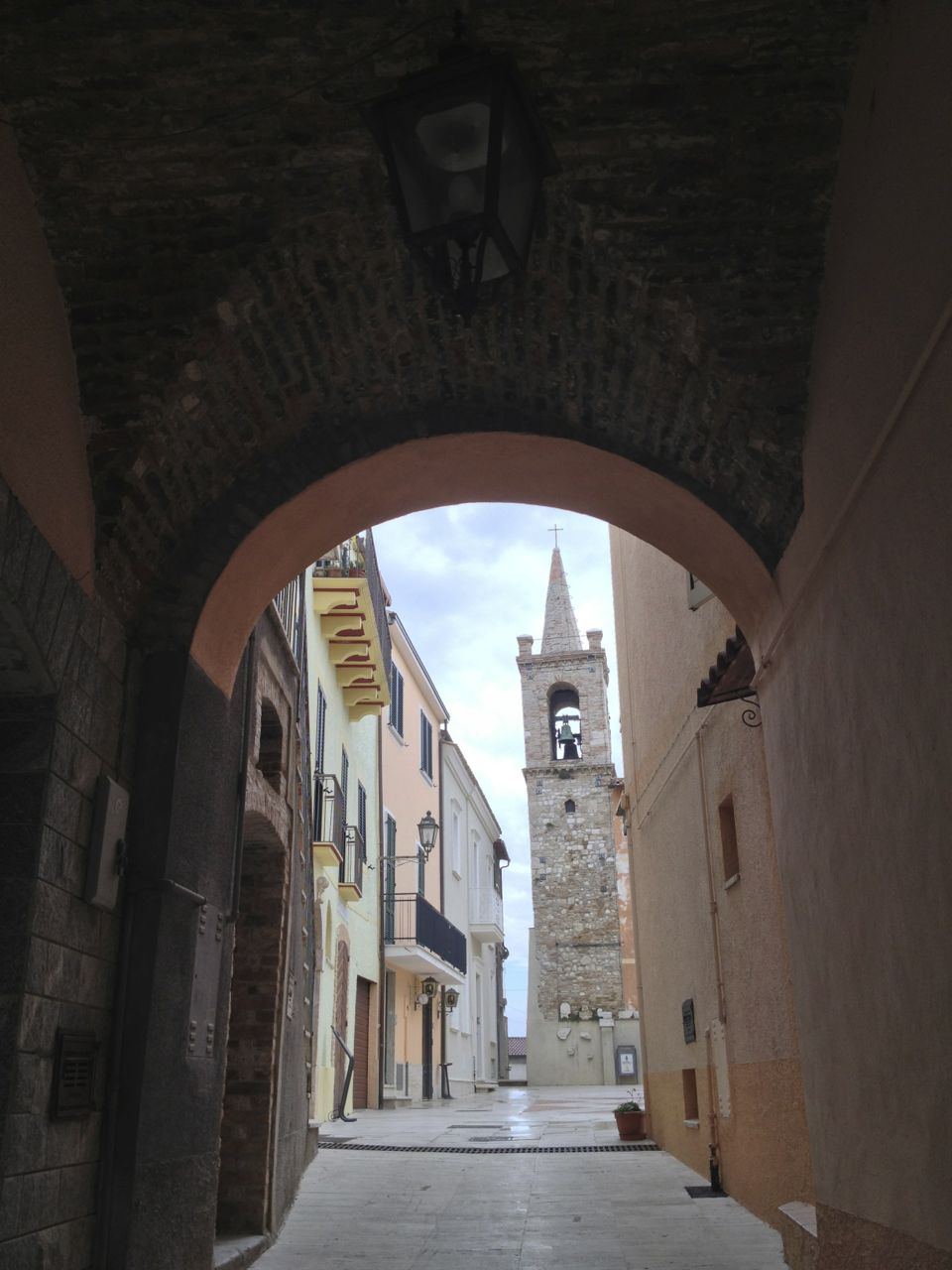
Scorcio della piazza principale di Torano Nuovo

L'origine del nome va ricercato nell'antica dea della fertilità Turan. A causa della Guerra del Gesso di Carlo VIII, subì una devastazione pressoché totale a cui fece seguito una ricostruzione notevole operata dagli stessi abitanti determinati a rimanere nella propria terra d'origine. Torano Nuovo è stato un castello confinario tra Regno di Napoli e Stato Pontificio.

## Monumenti e luoghi d'interesse

### Architetture religiose
- Chiesa parrocchiale della Madonna delle Grazie
- Chiesa di San Massimo di Varano
- Chiesa di San Martino di Torri

### Architetture civili
- La piazzetta
- Monumento ai caduti "Cello"
- Museo arte sacra

## Società

### Evoluzione demografica
Abitanti censiti

## Amministrazione
| Periodo        | Periodo        | Primo cittadino        | Partito                         | Carica  | Note        |
| -------------- | -------------- | ---------------------- | ------------------------------- | ------- | ----------- |
| 23 aprile 1995 | 13 giugno 2004 | Gabriele Di Massimo    | Lista civica                    | Sindaco | [ 5 ] [ 6 ] |
| 14 giugno 2004 | 25 maggio 2014 | Dino Pepe              | Lista civica Turan - PD         | Sindaco | [ 7 ] [ 8 ] |
| 26 maggio 2014 | 27 maggio 2019 | Alessandro Di Giacinto | Lista civica Turan - PD         | Sindaco | [ 9 ]       |
| 27 maggio 2019 | in carica      | Anna Ciammariconi      | Lista civica Bella Torano Nuovo | Sindaco |             |

### Gemellaggi
- Cacabelos, dal 12 agosto 2007[10]

## Sport

### Calcio
La principale squadra di calcio della città è l'A.S.D. Nuova Toranese Calcio che milita nella 3ª Categoria.